# Elecciones parlamentarias de Moldavia de 2010
Las elecciones parlamentarias de Moldavia de 2010 tuvieron lugar el 28 de noviembre de 2020 después de que la votación de investidura no pudiese investir a ningún presidente desde finales de 2009, tras la renuncia de Vladimir Voronin como presidente interino (habiendo sido sucedido en la interinidad por Mihai Ghimpu).
Al igual que las anteriores 2 elecciones de 2009, ningún partido consiguió obtener la mayoría cualificada para investir a un presidente de manera unilateral; sin embargo, en esta ocasión, los partidos conocidos como los "partidos de la Alianza" (coalición del Partido Liberal Demócrata, el Partido Demócrata y el Partido Liberal) sí obtuvieron los suficientes escaños conjuntos para la votación de investidura dado que el Partido de los Comunistas perdió un número considerable de votos por tercera vez consecutiva.
Así, tras las elecciones se renombró a Vlad Filat (del PLDM) como Primer Ministro y actuaría como presidente interino durante la semana de año nuevo del 29 de diciembre de 2010 hasta el 2 de enero de 2011, para ser sucedido en el cargo interino por Marian Lupu (del PDM) que estaría en el cargo hasta las elecciones presidenciales de 2011-2012.

## Sistema electoral
El sistema electoral moldavo distingue las listas electorales según su composición. De esta manera, para listas electorales formadas por coaliciones de tres o más partidos el resultado mínimo para obtener representación es del 9 % de votos; para listas electorales compuestas por coaliciones de dos partidos el mínimo es del 7 % de votos; y por último, los partidos políticos que ocupen una lista electoral por ellos mismos deben obtener un 4 % de los votos como mínimo para optar a escaño. En el caso de candidaturas individuales, éstas deberán obtener un mínimo del 2 % de los votos emitidos para ganar su escaño.
Un total de 39 candidaturas, divididas en 20 partidos políticos y 19 candidatos independientes se presentaron a las elecciones. La Constitución establece que el presidente de la República es elegido por el Parlamento a través de una mayoría cualificada de al menos 61 votos de los 101 posibles. Tras dos intentos de investidura fallidos, el parlamento debe disolverse y el presidente en funciones debe convocar nuevas elecciones parlamentarias.

## Antecedentes
Tras las protestas de 2009 contra el gobierno y las dos elecciones parlamentarias que habían acabado por conseguir que ningún partido pudiese proponer a ningún presidente con opciones reales de ser investido por la cámara, el país había llevado a cabo un referéndum constitucional para proponer volver a la elección directa del presidente del país por parte de los ciudadanos, en vez de por el voto indirecto de la cámara baja.
Después de que el referéndum fuese un desastre, puesto que no consiguió el mínimo de participación del 33 % del electorado, exigencia mínima el legislación moldava para considerar vinculante el resultado, la corte Constitucional decretó que el presidente interino en ese momento, Mihai Ghimpu, debía disolver la cámara y convocar elecciones. Ghimpu anunció la disolución el 28 de septiembre de 2010, fijando la fecha de las elecciones el 28 de noviembre de ese año.

## Campaña electoral
El Partido Liberal Demócrata, el Partido Demócrata y el Partido Liberal, los tres partidos más representativos y con más apoyos de la derecha moldava, formaron la Alianza por la Integración Europea (AIE) como una gran coalición en contra del Partido de los Comunistas (PCRM). La Alianza buscaba además como pilar central la integración dentro de la Unión Europea.

## Encuestas
| Fecha                         | Organizador   | Partido | Partido | Partido | Partido | Partido |
| Fecha                         | Organizador   | PCRM    | PLDM    | PDM     | PL      | AMN     |
| ----------------------------- | ------------- | ------- | ------- | ------- | ------- | ------- |
| 15 de abril–3 de mayo de 2010 | IMAS          | 28 %    | 16,5 %  | 8,6 %   | 4,9 %   | -       |
| 4 de noviembre de 2010        | CBS-AXA       | 39 %    | 21 %    | 19 %    | 13 %    | 2 %     |
| 12 de noviembre de 2010       | Vox Populi    | 35,3 %  | 19,8 %  | 12,5 %  | 11 %    | 6,5 %   |
| 16 de noviembre de 2010       | BPO           | 37,2 %  | 31,1 %  | 14,4 %  | 12,5 %  | 0,8 %   |
| 18 de noviembre de 2010       | AVA.MD        | 54,3 %  | 22,6 %  | 9,7 %   | 8,6 %   | 1 %     |
| 19 de noviembre de 2010       | CBS-AXA       | 35 %    | 28 %    | 18 %    | 12 %    | 2 %     |
| 22 de noviembre de 2010       | Vox Populi-II | 32,1 %  | 22,1 %  | 12,1 %  | 10,9 %  | 7 %     |

### A píe de urna
Hubo dos encuestas a píe de urna hechas por dos canales televisivos, ambos fallaron en su predicción con un fallo superior a su margen de error:
| Organizador (TV)                 | Margen de error | % de escaños | % de escaños | % de escaños | % de escaños | % de escaños |
| Organizador (TV)                 | Margen de error | PCRM         | PLDM         | PDM          | PL           | AMN          |
| -------------------------------- | --------------- | ------------ | ------------ | ------------ | ------------ | ------------ |
| Encuesta IRES (para Publika TV)  | ±1 %            | 26% (29)     | 34.4% (37)   | 15.1% (17)   | 15.6% (18)   | 3.1% (0)     |
| Encuesta CBS AXA (para Prime TV) | <2 %            | 33.8% (37)   | 32.2% (35)   | 14.1% (17)   | 10.2% (12)   | 3% (0)       |

## Resultados
|  | 39.34 % |

|  | 29.42 % |

|  | 12.7 % |

|  | 9.96 % |

|  | 2.05 % |

|  | 1.22 % |

|  | 0.90 % |

|  | 0.64 % |

|  | 0.59 % |

|  | 1.09 % |

|  | 99.31 % |

|  | 0.69 % |

|  | 61.64 % |

|  | 38.36 % |

## Tras las elecciones
Aunque los partidos de la Alianza por la Integración Europea no consiguieron la mayoría cualificada de 61 diputados necesaria para elegir al presidente, los líderes de los tres partidos firmaron un nuevo acuerdo de coalición el 30 de diciembre. El nuevo gabinete de gobierno tomó el cargo el 14 de enero de 2011, el mismo día que tuvo lugar una votación de investidura.
La Corte Constitucional moldava decretó el 8 de febrero de 2011 que el gobierno podría mantenerse en su puesto sin necesidad de otro nuevo adelanto electoral aunque no hubiesen conseguido nombrar un presidente, quedando el puesto en funciones hasta las siguientes elecciones presidenciales.